# Ömer Yurtseven

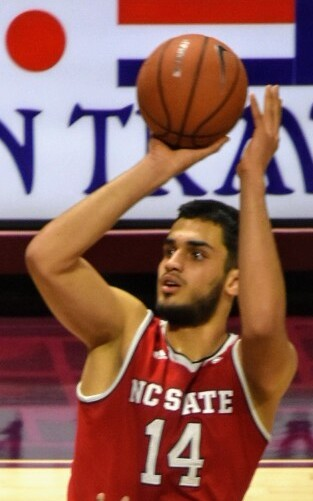
Ömer Yurtseven, 2018.

Ömer Faruk Yurtseven, född 19 juni 1998 i Tasjkent i Uzbekistan, är en turkisk professionell basketspelare (C) som spelar för Utah Jazz i National Basketball Association (NBA). Han har spelat tidigare för Miami Heat och Fenerbahçe Ülker.
Yurtseven blev aldrig NBA-draftad.
Innan han blev proffs studerade Yurtseven först på North Carolina State University och spelade för deras idrottsförening NC State Wolfpack. Han blev senare överförd till Georgetown University för spel i Georgetown Hoyas.